# Busan Hatsu
Singles de Yuki Maeda
Mianeyo ~Gomen Nasai~
(2010)
 Busan Hatsu  (釜山発) est le onzième single de Yuki Maeda, sorti au Japon le 25 mai 2011 sous le label Rice Music. Étant un disque de genre musical enka apprécié des plus âgés, il sort aux formats maxi-CD (12 cm) et cassette audio. 
C'est le troisième d'une série de singles de la chanteuse sur le thème de la Corée, composés par un artiste coréen, et portant un titre coréen (ici, celui de la "face B" : Saranghae ; en coréen : 사랑해). Les deux chansons du single figureront sur la compilation de ses singles à thème coréen qui sortira six mois plus tard avec un titre homonyme : Busan Hatsu ~Kankoku Series Best~. 

## Liste des titres
1. Busan Hatsu  (釜山発?)
2. Saranghae ~Aishiteru~  (サランヘ ~愛してる~?)
3. Busan Hatsu (? Version)  (... 韓国語バージョン?)
4. Busan Hatsu (Original Karaoke)  (... オリジナル・カラオケ?)
5. Saranghae ~Aishiteru~ (Original Karaoke)  (... オリジナル・カラオケ?)